# Ecclisocosmoecus spinosus
Ecclisocosmoecus spinosus là một loài Trichoptera trong họ Limnephilidae. Chúng phân bố ở miền Cổ bắc.